# Cyclaxyra politula
Cyclaxyra politula is een keversoort uit de familie Cyclaxyridae. De wetenschappelijke naam van de soort is voor het eerst geldig gepubliceerd in 1881 door Broun.